# Герб комуни Венерсборг
Герб комуни Венерсборг (швед. Vänersborgs kommunvapen) — символ шведської адміністративно-територіальної одиниці місцевого самоврядування комуни Венерсборг. 

## Історія
Від XVIІ століття місто Венерсборг використовувало герб з кораблем, зафіксований в привілеї 1644 року. 

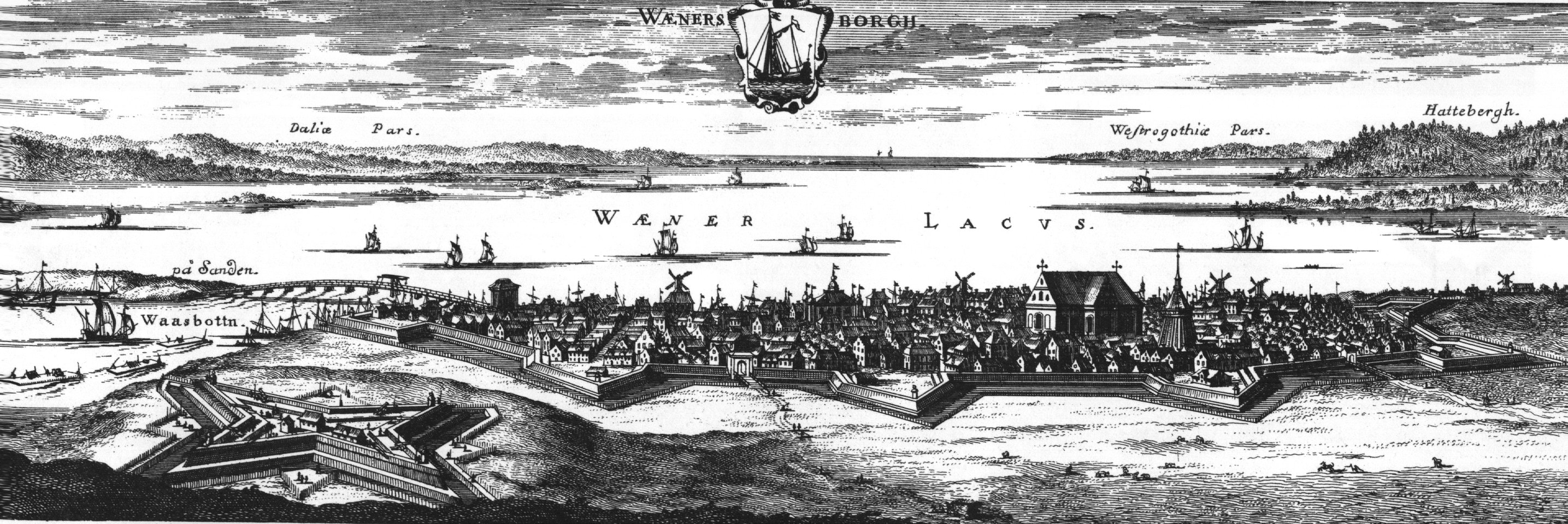
Герб на гравюрі з панорамою міста Венерсборг (близько 1700 р.)

Сучасний дизайн герба міста Венерсборг отримав королівське затвердження 1942 року.    
Після адміністративно-територіальної реформи, проведеної в Швеції на початку 1970-х років, муніципальні герби стали використовуватися лишень комунами. Цей герб був перебраний для нової комуни Венерсборг.
Герб комуни офіційно зареєстровано 1974 року.

## Опис (блазон)
У синьому полі по срібній хвилястій основі пливе золотий човен зі спущеним вітрилом і шведськими прапорами на щоглі та кормі.

## Зміст
Сюжет герба походить з привілею 1644 року. Човен вказує на розташування міста на березі озера Венерн.      